# Acústico (álbum ao vivo de Chrystian & Ralf)
Acústico é um álbum ao vivo da dupla sertaneja brasileira Chrystian & Ralf lançado em 2004, sendo anteriormente lançado em CD e VHS com o mesmo nome em 1998. Ganhou disco de platina em 1998 nos formatos CD e VHS e disco de ouro nos formatos CD e DVD em 2004.

## Faixas
| N.º            | Título                            | Compositor(es)                              | Duração |  |
| 1.             | "Cheiro de Shampoo"               | Cecílio Nena                                | 4:17    |  |
| 2.             | "Sem Documentos (Sin Documentos)" | Andrés Calamaro (versãoː Chrystian)         | 4:27    |  |
| 3.             | "Sou Eu"                          | Ed Wilson / Carlos Colla                    | 4:27    |  |
| 4.             | "Trato é Trato"                   | Ed Wilson / Solange di César                | 4:26    |  |
| 5.             | "Saudade"                         | Chrystian                                   | 2:42    |  |
| 6.             | "Desejo de Amar"                  | Chrystian / Reinaldo Barriga                | 4:48    |  |
| 7.             | "Chora Peito"                     | Chrystian / Ralf                            | 4:15    |  |
| 8.             | "Yolanda"                         | Pablo Milanés (versãoː Chico Buarque)       | 5:03    |  |
| 9.             | "La Copa Rota"                    | Benito de Jesus                             | 3:28    |  |
| 10.            | "Oito Segundos"                   | Chrystian / Reinaldo Barriga / Cecílio Nena | 3:57    |  |
| 11.            | "O Que Será de Mim"               | Ralf / Reinaldo Barriga / Juno              | 4:09    |  |
| 12.            | "Ausência"                        | Chrystian / Ralf                            | 3:30    |  |
| 13.            | "O Que Tiver Que Vir, Virá"       | Augusto César / César Augusto               | 3:04    |  |
| 14.            | "Noite"                           | Domiciano / Rionegro                        | 4:45    |  |
| 15.            | "Sensível Demais"                 | Jorge Vercillo                              | 3:22    |  |
| 16.            | "Nova York"                       | Chrystian / Ralf                            | 3:15    |  |
| Duração total: | Duração total:                    | Duração total:                              | 1ː04ː00 |  |

## Certificações
| Brasil (ABPD)                             | Platina | 1998 | 250.000 (CD e VHS)* |
| Brasil (ABPD)                             | Ouro    | 2004 | 100.000 (CD e DVD)* |
| *número de vendas baseado na certificação |         |      |                     |